# Gernot-Röhr-Biwak
Das Gernot-Röhr-Biwak ist eine Biwakschachtel der Sektion Lienz des Österreichischen Alpenvereins. Sie befindet sich auf dem Kesselkees-Sattel 2926 m ü. A., nahe dem Bösen Weibl direkt am Wiener Höhenweg Steig Nr. 713 / 918 zwischen Glorerhütte und Elberfelder Hütte.

## Geschichte
Die Biwakschachtel wurde 1973 von der AV-Jugend Lienz errichtet und nach ihrem Bergkameraden Gernot Röhr benannt, der am 11. Juni 1966 am Kleinen Laserzkopf in den Lienzer Dolomiten zu Tode stürzte. Die Biwakschachtel bietet etwa sechs bis acht Personen Platz zum Übernachten.

## Touren
- Böses Weibl (3121 m), ½ Stunde

## Nachbarhütten
- Elberfelder Hütte (2346 m), 1½ Stunden
- Glorer Hütte (2642 m), 2½ Stunden[2]

## Karten
- Alpenvereinskarte Blatt 41 Schobergruppe (1:25.000)
- Freytag und Berndt WK 181 Kals – Heiligenblut – Matrei – Lienz (1:50.000)